# Clematis hirsuta
Clematis hirsuta är en ranunkelväxtart som beskrevs av Jean Baptiste Antoine Guillemin och Perr.. Clematis hirsuta ingår i släktet klematisar, och familjen ranunkelväxter.

## Underarter
Arten delas in i följande underarter:
- C. h. incisodentata
- C. h. junodii